# Gastrotricha
Los gastrotricos (Gastrotricha, del griego gaster, "vientre" y thrix, "pelo") son un filo de animales pseudocelomados, de pequeñas dimensiones (los mayores apenas alcanzan los 4 mm) que viven en ambientes acuáticos intersticiales. Se alimentan de materia orgánica, sobre todo de bacterias, hongos y protozoos y son pasto de anélidos, nemátodos y artrópodos. Se conocen unas 800 especies, de un tamaño de como máximo 4 mm. 

## Anatomía y fisiología
Se consideran  pseudocelomados, aunque su pseudoceloma se encuentre reducido o ausente. Su morfología se asemeja a la de los rotíferos, pero se diferencian de éstos por la ausencia de corona ciliada y la presencia de púas y espinas.
Tienen el cuerpo deprimido y recubierto de una cutícula que secreta la epidermis. En la zona ventral las células epidérmicas presentan numerosos cilios con función locomotora. En la zona posterior presentan una glándula que secreta una sustancia para adherirse al sustrato. 
Tienen un aparato protonefridial para la excreción.
El sistema nervioso tiene dos ganglios en la parte posterior de la faringe de los que salen dos cordones nerviosos a todo el cuerpo. 
Presentan cámaras de aire para mejorar su respiración a través de la pared del cuerpo.

### Sistema digestivo
El sistema digestivo es recto y completo, y está dividido en tres zonas (anterior, media y posterior), en las que la primera y última están revestidas por cutícula y forman, respectivamente, un estomodeo y un proctodeo. Después de la boca encontramos la faringe, muy musculosa, con una sección triangular y con un número variable de esfínteres. Pueden existir poros faríngeos por los que se elimina el exceso de agua ingerida (principalmente en los Macrodasyda) o haber una cápsula bucal con función masticadora entre esta y la boca (principalmente en Chaetonotida). Después de la faringe se accede a un intestino tubular, que según las especies puede tener en su parte anterior un estómago, que conduce al recto y ano, ambas estructuras en la línea media del cuerpo.

## Reproducción y desarrollo
La mayor parte de las especies son hermafroditas, a veces aparecen solo hembras de reproducción por partenogénesis.
El aparato reproductor masculino, cuando existe, está formado por 1 o 2 testículos unidos por un espermiducto al gonoporo, en la región postero-ventral. Algunas especies presentan un órgano peniforme. El aparato reproductor femenino tiene 1 o 2 ovarios unidos a un útero que se continúa en un oviducto hasta llegar a la vagina. El poro genital está cerca del ano.
Del huevo sale un individuo que enseguida deviene en adulto, presentando un desarrollo directo.

## Clasificación
Según WoRMS:
| - Orden Macrodasyida Remane, 1925 [Rao & Clausen, 1970] - Familia Cephalodasyidae Hummon & Todaro, 2010 - Género Cephalodasys Remane, 1926 - Género Dolichodasys Gagne, 1977 - Género Megadasys Schmidt, 1974 - Género Mesodasys Remane, 1951 - Género Paradasys Remane, 1934 - Género Pleurodasys Remane, 1927 - Familia Dactylopodolidae Strand, 1929 - Género Dactylopodola Strand, 1929 - Género Dendrodasys Wilke, 1954 - Género Dendropodola Hummon, Todaro & Tongiorgi, 1992 - Familia Lepidodasyidae Remane, 1927 - Género Lepidodasys Remane, 1926 - Familia Macrodasyidae Remane, 1926 - Género Macrodasys Remane, 1924 - Género Urodasys Remane, 1926 - Familia Planodasyidae Rao & Clausen, 1970 - Género Crasiella Clausen, 1968 - Género Planodasys Rao & Clausen, 1970 - Familia Redudasyidae Todaro, Dal Zotto, Jondelius, Hochberg et al., 2012 - Género Anandrodasys Todaro, Dal Zotto, Jondelius, Hochberg et al., 2012 - Género Redudasys Kisielewski, 1987 - Familia Thaumastodermatidae Remane, 1927 - Subfamilia Diplodasyinae Ruppert, 1978 - Género Acanthodasys Remane, 1927 - Género Diplodasys Remane, 1927 - Subfamilia Thaumastodermatinae Remane, 1927 - Género Hemidasys Claparède, 1867 - Género Oregodasys Hummon, 2008 =(Platydasys Remane, 1927) - Género Pseudostomella Swedmark, 1956 - Género Ptychostomella Remane, 1926 - Género Tetranchyroderma Remane, 1926 - Género Thaumastoderma Remane, 1926 - Familia Turbanellidae Remane, 1927 - Género Desmodasys Clausen, 1965 - Género Dinodasys Remane, 1927 - Género Paraturbanella Remane, 1927 - Género Prostobuccantia Evans & Hummon, 1991 - Género Pseudoturbanella d'Hondt, 1968 - Género Turbanella Schultze, 1853 - Familia Xenodasyidae Todaro, Guidi, Leasi & Tongiorgi, 2006 - Género Chordodasiopsis Todaro, Guidi, Leasi & Tongiorgi, 2006 - Género Xenodasys Swedmark, 1967 - Incertae sedis - Género Marinellina Ruttner-Kolisko, 1955 | Orden Chaetonotida Remane, 1925 [Rao & Clausen, 1970] - SubOrden Multitubulatina d'Hondt, 1971 - Familia Neodasyidae Remane, 1929 - Género Neodasys Remane, 1927 - SubOrden Paucitubulatina d'Hondt, 1971 - Familia Chaetonotidae Gosse, 1864 - Subfamilia Chaetonotinae Kisielewski, 1991 - Género Arenotus Kisielewski, 1987 - Género Aspidiophorus Voigt, 1903 - Género Caudichthydium Schwank, 1990 - Género Chaetonotus Ehrenberg, 1830 - Género Fluxiderma d'Hondt, 1974 - Género Ichthydium Ehrenberg, 1830 - Género Halichaetonotus Remane, 1936 - Género Heterolepidoderma Remane, 1927 - Género Lepidochaetus Kisielewski 1991 - Género Lepidodermella Blake, 1933 - Género Polymerurus Remane, 1927 - Género Rhomballichthys Schwank, 1990 - Subfamilia Undulinae Kisielewski 1991 - Género Undula Kisielewski 1991 - Familia Dasydytidae Daday,1905 - Género Anacanthoderma Marcolongo, 1910 - Género Chitonodytes Remane, 1936 - Género Dasydytes Gosse, 1851 - Género Haltidytes Remane 1936 - Género Ornamentula Kisielewski 1991 - Género Setopus Grünspan, 1908 - Género Stylochaeta Hlava, 1905 - - Familia Dichaeturidae Remane, 1927 - Género Dichaetura Lauterborn, 1913 - - Familia Muselliferidae Leasi & Todaro, 2008 - Género Diuronotus Todaro, Kristensen & Balsamo, 2005 - Género Musellifer Hummon, 1969 - Familia Neogosseidae Remane, 1927 - Género Neogosseav Remane, 1927 - Género Kijanebalola Beauchamp, 1932 - Familia Proichthydiidae Remane, 1927 - Género Proichthydium COrdeno, 1918 - Género Proichthydioides Sudzuki, 1971 - Familia Xenotrichulidae Remane, 1927 - Subfamilia Draculiciterinae Ruppert, 1979 - Género Draculiciteria Hummon, 1974 - Subfamilia Xenotrichulinae Remane, 1927 - Género Heteroxenotrichula Wilke, 1954 - Género Xenotrichula Remane, 1927 |